# Kijowiec (województwo wielkopolskie)
Kijowiec – wieś sołecka w Polsce, położona w województwie wielkopolskim, w powiecie konińskim, w gminie Ślesin.

## Geografia

### Położenie
Kijowiec jest zlokalizowany w północnej części gminy Ślesin. Zgodnie z ewidencją gruntów i budynków obręb ewidencyjny Kijowca graniczy z obrębami: Czartówek na północnym zachodzie, Celinowo na północnym wschodzie i wschodzie, Kijowskie Nowiny na południowym wschodzie, Szyszyn na południu oraz Marianowo i Kobylanki na zachodzie.
W podziale kraju na regiony fizycznogeograficzne miejscowość jest położona na obszarze mezoregionu Pojezierze Żnińsko-Mogileńskie, będącego częścią makroregionu Pojezierze Wielkopolskie. Mezoregion ten wyodrębnili Solon i inni w 2018, wcześniej zaś – zgodnie z regionalizacją Kondrackiego – był częścią Pojezierza Gnieźnieskiego, sklasyfikowanego jako wysoczyzna młodoglacjalna, przeważnie z jeziorami.
Leży przy drodze krajowej nr 25.

### Integralne części wsi Kijowiec
| SIMC    | Nazwa              | Rodzaj    |
| ------- | ------------------ | --------- |
| 0296928 | Kijowiec-Szyszynek | część wsi |
| 0296934 | Ściany             | część wsi |

### Struktura użytkowania gruntów
Kijowiec jest wsią o przewadze gruntów ornych. Struktura użytkowania gruntów w obrębie ewidencyjnym tejże jednostki osadniczej (według Planu Odnowy Miejscowości Kijowiec na lata 2012–2019) przedstawia się następująco:
| Sposób użytkowania            | Powierzchnia [ha] | Udział % w ogólnej powierzchni obrębu |
| ----------------------------- | ----------------- | ------------------------------------- |
| Tereny zabudowy mieszkaniowej | 10,4940           | 2,6                                   |
| Tereny zabudowy inne          | 0,6199            | 0,2                                   |
| Pastwiska trwałe              | 2,8866            | 0,7                                   |
| Grunty orne                   | 357,2705          | 89,5                                  |
| Sady                          | 6,0183            | 1,5                                   |
| Nieużytki                     | 8,3501            | 2,1                                   |
| Drogi                         | 7,8757            | 2,0                                   |
| Rowy                          | 0,8300            | 0,2                                   |
| Użytek ekologiczny            | 4,3600            | 1,1                                   |
| Tereny różne                  | 0,5000            | 0,1                                   |
| Razem                         | 399,2051          | 100                                   |

## Historia
W okresie dwudziestolecia międzywojennego gromada Kijowiec (jako jednostka pomocnicza) wchodziła w skład gminy Skulska Wieś w granicach powołanego w 1919 powiatu słupeckiego w województwie łódzkim. Wraz ze zniesieniem powiatu słupeckiego 1 kwietnia 1932 gmina znalazła się w granicach powiatu konińskiego w tymże województwie. 1 kwietnia 1938 cały powiat koniński (tj. wraz z gminą Skulska Wieś) przeniesiono z województwa łódzkiego do województwa poznańskiego.
Po zakończeniu II wojny światowej wieś zachowała przynależność administracyjną sprzed 1939. W 1954 w wyniku reformy administracyjnej, wprowadzającej gromady w miejsce gmin, utworzono gromadę Kijowiec z siedzibą gromadzkiej rady narodowej w Kijowcu. W granicach tejże jednostki znalazły się tereny dotychczasowych gromad: Celinowo, Gawrony, Kijowiec, Kijowskie Nowiny i Kobylanki ze zniesionej gminy Skulska Wieś.
Gromadę Kijowiec zniesiono 1 stycznia 1960, a jej obszar włączono do gromady Ślesin. 1 stycznia 1973 w powiecie konińskim utworzono gminę Ślesin. W latach 1975–1998 miejscowość administracyjnie należała do województwa konińskiego.
W 1935 z inicjatywy hrabiego Mittelstaedta we wsi utworzono Ochotniczą Straż Pożarną. We wczesnych latach powojennych mieszkańcy podjęli się budowy remizy strażackiej, jednak jej wznoszenie przerwano. Nowy obiekt powstał w latach 90. XX wieku. W 1993 oddano do użytkowania budynek świetlicy wiejskiej.

## Zabytki
Do gminnej ewidencji zabytków z terenu wsi wpisane są dwór gliniono-murowany z drugiej połowy XIX wieku, przebudowany następnie około 1940 – według stanu na 2012 w ruinie, gliniano-murowany dom nr 22 z 1923, gliniano-murowany dom nr 42 z 1937, a także archeologiczne stanowisko kultury neolitycznej.

### Grobowce kultury pucharów lejkowatych
W Kijowcu odkryto bezkomorowy grobowiec typu kujawskiego kultury pucharów lejkowatych, wchodzący w skład tzw. „kleczewskiej enklawy grobowców kujawskich”. Na powierzchni kijowskiego grobowca znaleziono fragment flaszy z kryzą, co pozwala domniemywać, że powstał on w fazie wióreckiej kultury pucharów lejkowatych. Nie można zaś mówić o pewności, gdyż brak dowodów na to, że naczynie rzeczywiście jest związane z obiektem. Oprócz części flaszy zinwentaryzowano dwadzieścia kawałków innej ceramiki, a także jeden odłupek krzemienny. Grobowiec jest mocno zniwelowany. Jeszcze badania z początku trzeciego tysiąclecia wskazywały, że nasyp – jak i rzędy podkładek – są słabo zarysowane w terenie, według inwentaryzacji z 2016 elementów tych nie udało już się wyodrębnić. Cmentarzysko zostało usytuowane na wyróżniającym się z otoczenia wzniesieniu o północnej ekspozycji. Znajduje się w obszarze Archeologicznego Zdjęcia Polski 52-41/71.

## Demografia
W 1998 we wsi mieszkało 429 osób (według stanu faktycznego zamieszkiwania), z czego 227 stanowili mężczyźni (52,91%), 202 kobiety (47,09%). W podziale struktury wiekowej na dziesięciolecia najliczniej reprezentowany był przedział wiekowy 0–9 – 100 osób. Najmniej – 30 osób – liczył przedział wiekowy 50–59, przy czym osoby powyżej 60 lat ujęto w jeden przedział liczący 60 osób.  Było 111 gospodarstw domowych, z czego 8 stanowiły gospodarstwa jednoosobowe, 21 – dwuosobowe, 48 – trzy- lub czteroosobowe i 34 co najmniej pięcioosobowe. 26 gospodarstw funkcjonowało jako wieloosobowe co najmniej dwurodzinne. Wykształcenie wyższe zdobyło troje mieszkańców wsi, średnie – 36.
W 2009 wieś liczyła 610 mieszkańców – 323 mężczyzn (52,95%) oraz 287 kobiet (47,05%). W wieku przedprodukcyjnym było 21,6% osób, w wieku produkcyjnym – 63,1%, w wieku poprodukcyjnym – 15,2%. Na 31 grudnia 2011 zamieszkiwało ją 569 osób – 299 mężczyzn (52,55%) oraz 270 kobiet (47,45%). Udział mieszkańców do 18 roku życia wynosił 21%, powyżej 65 – 13%.

## Infrastruktura
Przez wieś przebiega droga krajowa nr 25, a także cztery drogi gminne: 444060P (granica z gminą Skulsk w Wandowie – Kijowiec – Kijowskie Nowiny – droga powiatowa nr 3188P), 451012P (Kijowiec – granica z gminą Skulsk w Nowej Rudzie), 458006P (droga powiatowa nr 3186P – Marianowo – Kijowiec – Szyszyn – droga gminna nr 458009P), 458007P (droga gminna nr 451012P – Kijowiec – droga gminna nr 458006P).
W miejscowości funkcjonuje jednostka Ochotniczej Straży Pożarnej. Od pierwszej połowy lat 90. XX wieku działa świetlica wiejska. Do dyspozycji mieszkańców jest również boisko sportowe.

## Oświata
Zgodnie z Uchwałą nr 263/XXVIII/17 Rady Miejskiej Gminy Ślesin z dnia 30 marca 2017 r. w sprawie dostosowania sieci szkół podstawowych i gimnazjów do nowego ustroju szkolnego Kijowiec, co się tyczy edukacji na poziomie podstawowym, znajduje się w granicach obwodu Szkoły Podstawowej im. Adama Mickiewicza w Szyszyńskich Holendrach. Do 31 sierpnia 2019 edukacja na poziomie gimnazjalnym, w granicach przypisanego do wsi obwodu, odbywała się w Gimnazjum im. Mikołaja Kopernika w Ślesinie.